# Сірісак Йод'ярдтай
Сірісак Йод'ярдтай (тай. ศิริศักดิ์ ยอดญาติไทย, нар. 29 березня 1969) — таїландський футболіст, що грав на позиції нападника. По завершенні ігрової кар'єри — тренер.

## Біографія
У дорослому футболі дебютував 1988 року виступами за команду клубу «Осотстпа», кольори якої і захищав протягом усієї своєї кар'єри гравця, що тривала десять років.
По завершенні ігрової кар'єри 1998 року залишився у клубі «Осотстпа», який згодом був перейменований у «Джумпасрі Юнайтед», де пропрацював з 1998 по 2015 рік в молодіжній команді.
2015 року очолив команду клубу «Таї Хонда», з якою за підсумками сезону 2016 року виграв другий дивізіон і повернув команду після десятирічної перерви до елітного дивізіону. Втім і Тай-лізі клуб виступав не дуже вдало і вже у квітні 2017 року покинув посаду після поразки 1:3 від «Чонбурі», маючи у сезоні 3 перемоги і 8 поразок.
Після цього увійшов до тренерського штабу нового головного тренера збірної Таїланду серба Милована Раєваця. Тренерський штаб вивів команду на Кубок Азії 2019 року в ОАЕ. Втім на турнірі в першій грі тайці розгромно програли Індії (1:4), після чого Раєваць був звільнений, а Йод'ярдтай став в.о. головного тренера. Він дебютував на посаді 10 січня в другому матчі групового етапу проти Бахрейна (1:0), а 14 січня його команда зіграла внічию 1:1 з господарями, збірною Об'єднаних Арабських Еміратів, і таким чином кваліфікувалась у плей-оф з другого місця.

## Особисте життя
У Сірісака є брат і сестра. Одружений, у нього є два сини.